# Christoph Graupner

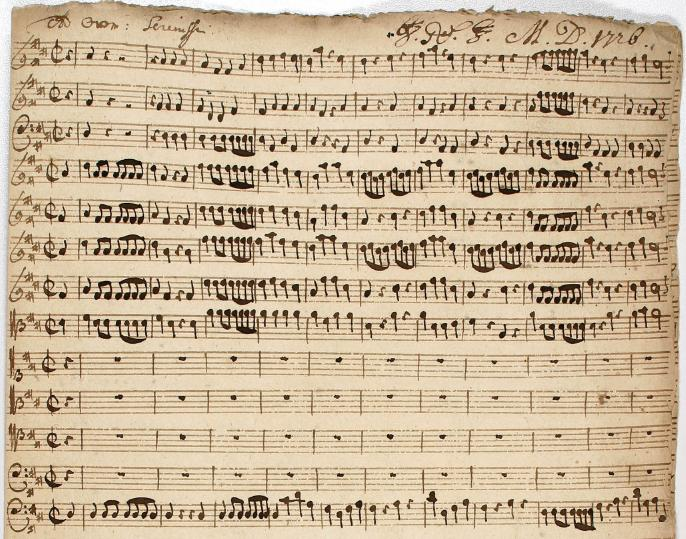
Manoscritto della Cantata di Christoph Graupner per il compleanno di Ernesto Luigi d'Assia-Darmstadt, dicembre 1726.

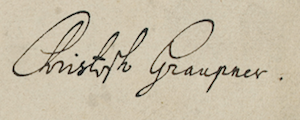
Segno di Christoph Graupner.

Christoph Graupner (Kirchberg, 3 gennaio 1683 – Darmstadt, 10 maggio 1760) è stato un compositore e clavicembalista tedesco del tardo barocco, che ha operato nello stesso periodo di Johann Sebastian Bach, Georg Philipp Telemann e Georg Friedrich Händel.

## Biografia
Nato a Hartmannsdorf vicino a Kirchberg in Sassonia, Graupner ricevette la sua prima educazione musicale da suo zio, un organista di nome Nicolaus Kuester. Graupner studiò legge all'Università di Lipsia, come molti compositori dell'epoca usavano fare, e completò i propri studi musicali con Johann Kuhnau, il kantor della Thomaskirche (chiesa di san Tommaso).
Nel 1705 Graupner lasciò Lipsia per suonare il clavicembalo nell'orchestra dell'Oper am Gänsemarkt di Amburgo, diretta da Reinhard Keiser, insieme a un violinista di nome Händel. Oltre a suonare il clavicembalo, ad Amburgo compose sei opere, alcune di esse con la collaborazione di Keiser, che all'epoca, in Germania, era un noto operista.
Nel 1709 Graupner accettò un posto alla corte del Langravio di Assia-Darmstadt, e nel 1711 divenne Hofkapellmeister (maestro di cappella di corte). Graupner trascorse il resto della sua carriera alla corte di Assia-Darmstadt, dove il suo compito principale era quello di comporre musica per la cappella di corte. Scrisse musica per circa mezzo secolo, dal 1709 fino al 1754, anno in cui divenne cieco. Morì sei anni dopo.

## Graupner e Bach
Senza volerlo, Graupner ebbe un ruolo chiave nella storia della musica. La situazione precaria delle finanze di Darmstadt causò una riduzione delle attività musicali: il teatro dell'opera fu chiuso e i salari di molti musicisti di corte rimasero in arretrato. Graupner, con moglie e figli da mantenere, dopo molti tentativi per farsi pagare, nel 1723 mirò al posto di Kantor a Lipsia. Telemann, il favorito, si era ritirato dopo aver avuto un aumento di stipendio ad Amburgo. Il brano che Graupner presentò all'audizione per il posto di Kantor, un Magnificat nello stile del suo maestro e mentore Kuhnau, gli valse il titolo. Tuttavia, il suo mecenate Ernesto Luigi d'Assia-Darmstadt non volle scioglierlo dal contratto. Gli furono pagati gli arretrati, ebbe un aumento dello stipendio e avrebbe potuto continuare a lavorare anche se la sua orchestra fosse stata dismessa. A condizioni così favorevoli, Graupner rimase a Darmstadt, favorendo Bach nel concorso come “Kantor” di Lipsia.
Quando seppe che Bach aveva ottenuto il posto, il 4 maggio 1723, Graupner inviò una lettera al comune di Lipsia, scrivendo che Bach "è musicista tanto abile all'organo quanto esperto nel comporre musica sacra e brani a cappella" e che "avrebbe svolto onestamente e adeguatamente gli incarichi affidatigli".

## Opus ed edizioni moderne
Graupner fu un compositore estremamente prolifico. Ci sono pervenuti circa duemila suoi lavori, tra cui 113 sinfonie, 85 ouverture (suite), 44 concerti, 8 opere, 1.418 cantate sacre e 24 cantate profane, 66 sonate e 40 partite per clavicembalo. Quasi tutti i manoscritti si trovano nell'ULB (biblioteca universitaria) di Darmstadt, Germania.
Graupner scrisse per combinazioni strumentali insolite, richiedendo parti per oboe d'amore, flauto d'amore e viola d'amore. Oltre metà delle sue sinfonie richiede ottoni e timpani; circa 25 sinfonie presentano 3 o 4 timpani, una (sinfonia in sol maggiore GWV 611) ne vuole 5, e un'altra, quella in fa maggiore (GWV 566), ben 6 timpani.

## Oblio
Dopo la sua morte Graupner venne dimenticato, per varie ragioni.
I suoi manoscritti divennero oggetto di una battaglia legale tra i suoi eredi e i governanti di Assia-Darmstadt. La sentenza finale del processo negò la proprietà ai Graupner. Gli eredi non riuscirono ad ottenere i permessi per far pubblicare i suoi lavori, che rimasero, pertanto, inaccessibili ai musicisti e al pubblico. L'interesse nei confronti della sua produzione artistica, pertanto, calò drasticamente, anche a causa del cambiamento del gusto musicale. D'altro canto, i manoscritti in possesso del Langravio si conservarono in toto. La sorte non fu altrettanto clemente nei confronti dei lavori di Bach, di cui una buona parte è andata perduta.
Un altro fattore che contribuì all'oscurità postuma di Graupner era la scarsità dei suoi allievi (si ricorda in particolare Johann Friedrich Fasch), che impedì alla sua eredità musicale di essere portata avanti anche dopo la sua dipartita.
Come ha affermato il critico David Vernier, Graupner è "una delle sfortunate vittime del destino e della circostanza – contemporaneo di Bach, Handel, Telemann, etc.. che è rimasto largamente –e ingiustamente-- dimenticato."

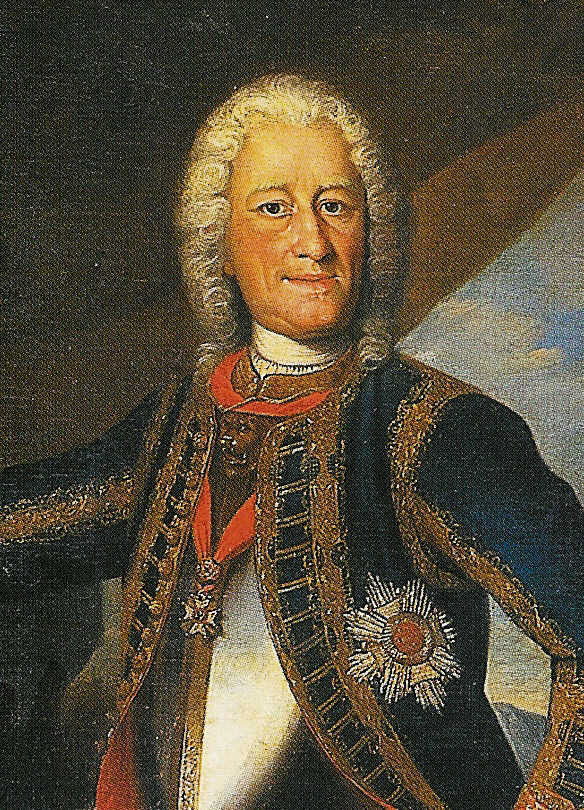
Il mecenate di Christoph Graupner: Ernesto Luigi d'Assia-Darmstadt.

## Riscoperta
La musica di Graupner sta attraversando un periodo di riscoperta, dovuto in gran parte alle ricerche e agli sforzi di molti musicologi, interpreti e direttori d'orchestra.
Gli studi iniziarono a partire dall'inizio del XX secolo, con il lavoro di Willibald Nagel sulle sinfonie di Graupner. Negli anni venti, Friedrich Noack pubblicò la sua ricerca sulle cantate di Graupner. La casa editrice Baerenreiter pubblicò varie sinfonie ed ouverture negli anni cinquanta. Nei primi anni ottanta, Myron Rosenblum pubblicò quattro sinfonie per il massiccio lavoro di Barry Brook "The Symphony, 1720-1840: A Comprehensive Collection of Full Scores" (New York:  Ed.Garland, 1979–85), 60 volumi. Nel 1988 si ebbe la pubblicazione dello studio di Oswald Bill su Graupner, con numerosi articoli di studiosi quali Peter Cahn (per quanto riguarda la parte delle sinfonie), Joanna Cobb Biermann (musicisti e stipendi a Darmstadt), come anche documenti sulla vita di corte a Darmstadt. Tre dissertazioni furono molto importanti ai fini della ricerca su Graupner: lo studio di H. Cutler Fall sulle cantate composte per il Tempo di Passione, quello di Rene Schmidt sulle cantate di Natale, e, per finire, la ricerca di Vernon Wicker sulle cantate per solo basso. Christoph Grosspietsch ha pubblicato un ampio studio sulle ouverture di Graupner nel 1994.
Nonostante tutte queste ricerche, fino al 1998 c'erano pochissime registrazioni a disposizione del grande pubblico. In quell'anno Hermann Max incise un CD con musica di Graupner con l'etichetta CPO. La clavicembalista di Montréal Geneviève Soly venne a contatto con un manoscritto di Graupner nella Beinecke Library dell'Università di Yale nel 2000 e ha iniziato ad eseguire e registrare i suoi lavori. Graupner, secondo lei, era "sempre all'avanguardia rispetto al tempo in cui è vissuto ed era molto innovativo nelle idee armoniche, nella notazione, e nell'uso degli strumenti ". Soly ha asserito, inoltre, che "Bisogna tenere in considerazione i suoi vari stili in relazione al periodo corrente e alle idee che egli era interessato a sviluppare in quel momento. La dimensione del catalogo ha creato delle difficoltà in questo senso, perché un altro compositore potrebbe aver operato così a lungo, ma con uno stile costante. Viene da pensare a Mozart:  sebbene abbia composto per un periodo più breve, il suo stile era sempre ben definito."
Nell'aprile del 2005 è stato pubblicato un catalogo tematico della musica strumentale di Graupner (editori: Oswald Bill e Christoph Grosspietsch) da parte della casa editrice Carus Music. È ancora da attuare il progetto di catalogare la musica vocale di Graupner.
Nel 2010, Florian Heyerick (direttore d'orchestra belga) ha pubblicato un catalogo online dei lavori strumentali e vocali di Graupner.

## Opere
- Lista delle cantata sacre di Christoph Graupner
- Lista dei pezzi da camera di Christoph Graupner
- Lista dei concerti di Christoph Graupner
- Lista dei brani per clavicembalo di Christoph Graupner
- Lista delle suite orchestrali di Christoph Graupner
- Lista delle sinfonie di Christoph Graupner

## Discografia
- Graupner: Ouvertures GWV 420 & 421. Antichi Strumenti (Stradivarius 3661472)
- Graupner: Orchestral Works. Nova Stravaganza. Siegbert Rampe conductor (MD+G Gold 34111212)
- Graupner: Ouverture, Trio, Sinfonia. Nova Stravaganza. Siegbert Rampe conductor. (MD+G Gold 3411252)
- Graupner: Partitas For Harpsichord, Vol 1-6. Performed by Geneviève Soly (Analekta 23109, 23164 23181, 29116, 29118, 29119)
- Graupner: Complete Harpsichord Music/Saemtliche Klavierwerke (Partien auf das Clavier GWV 101-108, Monatliche Clavier Fruechte GWV 109-120, Partitas GWV 121, 126-133, 140-150, 701-702, 804-805, 822, 824, 829, 835, 849, 851, Preludio & Fugas GWV 826, GWV 855). Fernando De Luca, harpsichord (Brilliant Classics 96131, 14 cd)
- Graupner: Instrumental And Vocal Music. Performed by Ingrid Schmithüsen,  Mathieu Lussier,  Hélène Plouffe, Geneviève Soly and L'Ensemble des Idées Heureuses conducted by Geneviève Soly (Analekta 23162)
- Graupner: Cantate, Sonate, Ouverture. Performed by Hélène Plouffe,  Geneviève Soly,  Chantal Rémillard,  Isabelle Bozzini, Ingrid Schmithüsen and L'Ensemble des Idées Heureuses conducted by Geneviève Soly (Analekta 23180)
- Virtuoso Timpani Concertos. Dresden Philharmonic Chamber Orchestra. Alexander Peter conductor. (Naxos 8557610)
- Graupner: Ein Weihnachtsoratorium, 9 Christmas Cantatas (2 CD, Ricercar 307,[7] 2010), Florian Heyerick, Ex Tempore, Mannheimer Hofkapelle
- Graupner: Ouvertures and cantata. Das kleine Konzert. Hermann Max conductor. (CPO 999592)
- Graupner: Christmas cantatas.  Das Kleine Konzert, Hermann Max CPO
- Graupner: Passion cantatas. "Wo gehet Jesus hin"  Anton-Webern-Chor Freiburg, Ensemble Concerto grosso, Hans Michael Beuerle. Carus Verlag.
- Graupner: Per il flauto. Sabrina Frey Ars Musica Zürich. Berlin Classics.
- Graupner: Solo- und Dialog Cantatas Jesus ist und bleibt mein Leben GWV 1107/12; Gott ist für uns gestorben GWV 1152/16; Siehe, selig ist der Mensch, den Gott strafet GWV 1162/09; Diese Zeit ist ein Spiel der Eitelkeit GWV 1165/09; Süßes Ende aller Schmerzen GWV 1166/20 . Mit Marie-Luise Werneburg (soprano), Dominik Wörner (bass), Kirchheimer BachConsort, Rudolf Lutz. (cpo 555-215-2, 2018).